# نخل کلاه‌مکزیکی
نخل کلاه‌مکزیکی (نام علمی: Copernicia tectorum) نام یک گونه از سرده کوپرنیکا است.